# Two Weeks
„Two Weeks” este un cântec înregistrat de FKA twigs pe albumul său de debut, LP1 (2014). A fost lansat digital la 24 iunie 2014 ca single-ul principal al albumului. La data de 29 iulie 2014 fost lansat și pe vinil de 12", având pe partea B cântecul „Pendulum”.

## Lista pieselor
- Descărcare digitală[1]

1. "Two Weeks" – 4:08

- Ediție limitată 12" single[2]

A. "Two Weeks" – 4:08
B. "Pendulum" – 4:59

## Clasamente
| Clasament (2011)                                     | Poziție maximă |
| ---------------------------------------------------- | -------------- |
| Belgia (Ultratop Flanders)                           | 54             |
| Statele Unite ale Americii (Digital Songs Billboard) | 42             |
| Regatul Unit (UK Singles)                            | 200            |
| Regatul Unit (Official Charts Company)               | 9              |

## Datele lansărilor
| Țară         | Dată          | Format              | Casă de discuri | Ref.  |
| ------------ | ------------- | ------------------- | --------------- | ----- |
| Regatul Unit | 24 iunie 2014 | Descărcare digitală | Young Turks     | [ 1 ] |
| Regatul Unit | 29 iulie 2014 | 12" single          | Young Turks     | [ 2 ] |